# Waggonbau Graaff
Die Waggonbau Graaff GmbH ist als Tochterunternehmen der VTG AG ein deutscher Hersteller von Güterwagen mit Sitz in Elze. Früher war das Unternehmen unter dem Namen Niedersächsische Waggonfabrik Joseph Graaff GmbH ein Hersteller für Eisenbahn- und Straßenbahn-Wagen sowie Omnibussen.

## Unternehmensgeschichte

### Waggonfabrik Heine und Holländer GmbH

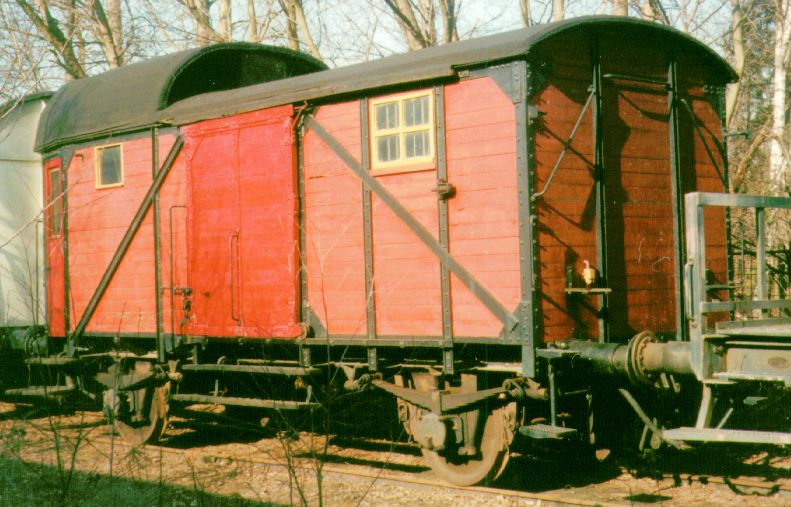
Güterzugbegleitwagen der Waggonfabrik Heine und Holländer aus dem Jahr 1923

1914 gründete Abraham Holländer aus Zweibrücken und wohnhaft in Aachen zusammen mit Karl Heine aus Hannover eine Eisenbahn-Waggon-Reparaturwerkstatt. Hierzu kaufte er 1914 einen Teil des Geländes einer Rübenzuckerfabrik und der Baumwollspinnerei Neumann und Stutz in der Fabrikstraße (jetzt Heinrich-Nagel-Straße) in Elze. Im Ersten Weltkrieg war die Fabrik zunächst als Zulieferer- und Reparaturbetrieb für die Rüstungsindustrie tätig. Nach dem Krieg erfolgt die Firmierung als Waggonfabrik Heine und Holländer GmbH.
Sein Sohn Walter Holländer (* 1897) trat im Mai 1916 als Prokurist in die Waggonfabrik ein.
Joseph Graaff kam ursprünglich wie auch Abraham Holländer aus Aachen. Dort war er 14 Jahre für die Waggonfabrik Talbot tätig und wurde 1917 sogar zum Prokuristen ernannt. 1921 wechselte er dann als kaufmännischer Direktor zur Firma Heine und Holländer nach Elze.
Die Waggonfabrik wurde weder 1929 noch 1937 von der quotierten Auftragsverteilung, dem sogenannten Reichsbahnvertrag berücksichtigt. Die Aufträge zur Produktion von Waggons kamen daher überwiegend aus der Industrie. Im Jahr 1921 startete die Produktion von Kesselwagen und Topfwagen für die chemische Industrie. Holländer und Heine produzierten 1923 zudem Gepäckzugwagen des Typs VBV 501 (Pwg(h)Pr 014). Für die Lebensmittellogistik baute man außerdem Kühlwaggons für die damalige Gefrier-Fleisch-Import-Großeinkaufs-Gesellschaft Hamburg oder Lagerbier-Brauerei Hannover. Auch die ersten Rommenhöller Flaschenwagen für verflüssigte Kohlensäure entstammen dem Elzer Waggonbau. Des Weiteren baute man im Auftrag von Opel oder Horch Karosserieaufbauten für Omnibusse und war in der Reparatur von Loks und Waggons tätig. 
Am 23. April 1925 wurde Walter Holländer zum Geschäftsführer bestellt. Walters Schwester Edith Frank-Holländer heiratete 1925 Otto Frank, sie hatten zusammen die Töchter Margot Frank und Anne Frank, die beide im KZ Bergen-Belsen starben. Ab 1926 waren Abraham Holländer und sein Sohn Walter Holländer die alleinigen Inhaber.
Nach dem Tod von Abraham Holländer 1927 beschlossen die Erben (Rosa Holländer, Julius Holländer und Walter Holländer), dass Joseph Graaff neben Walter Holländer zum zweiten Geschäftsführer bestellt wird.
Ab 1927 entschied sich Josef Graaff, mit seinem Werk an Ausschreibungen zum Bau von Straßenbahnwagen teilzunehmen. Ohne Vorerfahrung auf diesem Gebiet lieferte man die ersten Straßenbahnmotorwagen und Beiwagen an die Solinger Stadtbahn und Minden sowie später auch nach Pforzheim, Celle, Hildesheim und Hannover.

### Niedersächsische Waggonfabrik Joseph Graaff GmbH
In einem Schreiben vom 3. Mai 1933 teilte Joseph Graaff dem Amtsgericht Elze mit, dass die Vollmacht von Walter Holländer erloschen sei. Die gesamten Geschäftsanteile gingen am 18. Juni 1934 während der Zeit des Nationalsozialismus an Joseph Graaff über, der schon seit 1927 als zweiter Geschäftsführer in der Firma fungierte; er änderte den Namen des Unternehmens in Niedersächsische Waggonfabrik Joseph Graaff GmbH. Walter Holländer blieb trotz der Verfolgung der Juden zunächst als Prokurist im Unternehmen. In den Novemberpogrome 1938 wurde Walter Holländer verhaftet und in das Konzentrationslager Sachsenhausen deportiert. Am 1. Dezember 1938 wurde er mit einer Sondergenehmigung in das Internierungslager Zeeburg bei Amsterdam gebracht. Von dort konnte er am 16. Dezember 1939 per Schiff in die Vereinigten Staaten ausreisen. In den USA verstarb Walter Holländer am 19. September 1968. Joseph Graaff gab in seiner Entnazifizierungsakte an, dass er 1934 die Waggonfabrik und drei Werkshäuser erworben habe.
Ab 1936 war das Unternehmen von der Deutschen Reichsbahn als Lieferant zugelassen.
Bis Anfang der 1940er Jahre wurden Straßenbahnwagen für Celle, Hannover, Hildesheim, Minden und Pforzheim gefertigt.
Bedingt durch die Kriegsereignisse kam es nur zur Fertigung von 15 zweiachsigen Beiwagen in den Jahren 1943/1944, die für die Berliner Verkehrs-Betriebe (BVG) vorgesehen waren. Zehn der in Elze gefertigten Beiwagen gingen vermutlich auf Weisung übergeordneter Stellen an die ÜSTRA für den Einsatz bei der Straßenbahn Hannover (Bw 1047–1056), während die übrigen fünf Beiwagen wie vorgesehen bei der Berliner Straßenbahn eingesetzt wurden (Bw 1601II–1605II, 1616II–1630II).

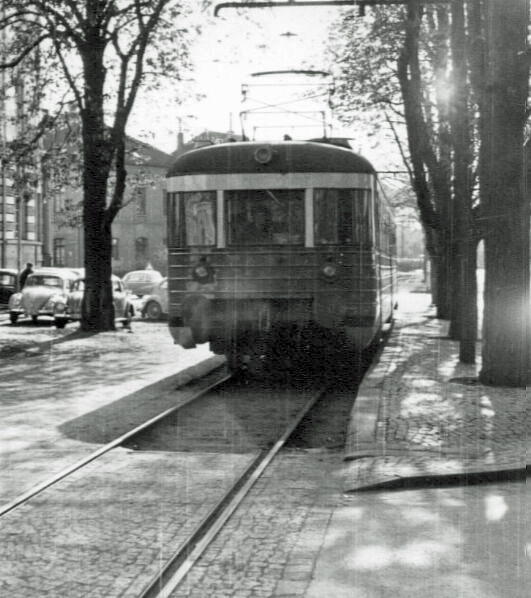
Triebwagen ET 204 der Bad Eilsener Kleinbahn vor dem Bahnhof von Bückeburg

Nach dem Zweiten Weltkrieg und dem Neuaufbau des Unternehmens erfolgte 1950 die Gründung eines Zweigbetriebes zum Bau von Straßenfahrzeugen. Auf Fahrwerken der Büssing AG entstanden selbsttragende Stadtomnibus-Aufbauten aus Leichtmetall, auch Straßenbahn-Beiwagen wurden u. a. für die Hamburger Hochbahn (HHA) hergestellt. Außerdem erfolgte die Übernahme von Aufträgen der Deutschen Bundesbahn (DB) und der Industrie. So wurden Güterwagen, Kühlwagen, Spezialkesselwagen für chemische Produkte und Fahrzeuge für den kombinierten Verkehr auf Schiene und Straße gebaut sowie Feuerlöschfahrzeug-Aufbauten und Tankwagen-Aufbauten. 1950 wurde der Triebwagen ET 204 an die Bad Eilsener Kleinbahn geliefert, die 1950 und 1953 gebauten Dieseltriebwagen VT 162 und VT 163 gingen an die Bremervörde-Osterholzer Eisenbahn. Die ersten reinen Autotransportwagen wurden 1954 hier entwickelt und als Offs 55 1955–59 in Serie gebaut.
1950 übernahm Carlo Graaff das väterliche Unternehmen, er war ab 1955 FDP-Bundestagsabgeordneter und von Mai 1959 bis Mai 1965 niedersächsischer Minister für Wirtschaft und Verkehr.
Das Unternehmen war um 1960 Mitglied im Verband der Waggonindustrie, in dem sich 20 Waggonhersteller zusammengeschlossen haben.
Anfang der 1960er Jahre erwirtschafteten rund 600 Beschäftigte einen Jahresumsatz von rund 20 Millionen DM. Exporte gingen unter anderem nach Australien, Indien, Mosambik, in die Türkei und die Schweiz.

### Erste Insolvenz und Sanierung
1995 erfolgte eine erste Insolvenz, mit der Gewerkschaft IG Metall wurden zur Abwendung mehrere Sanierungstarifverträge abgeschlossen.

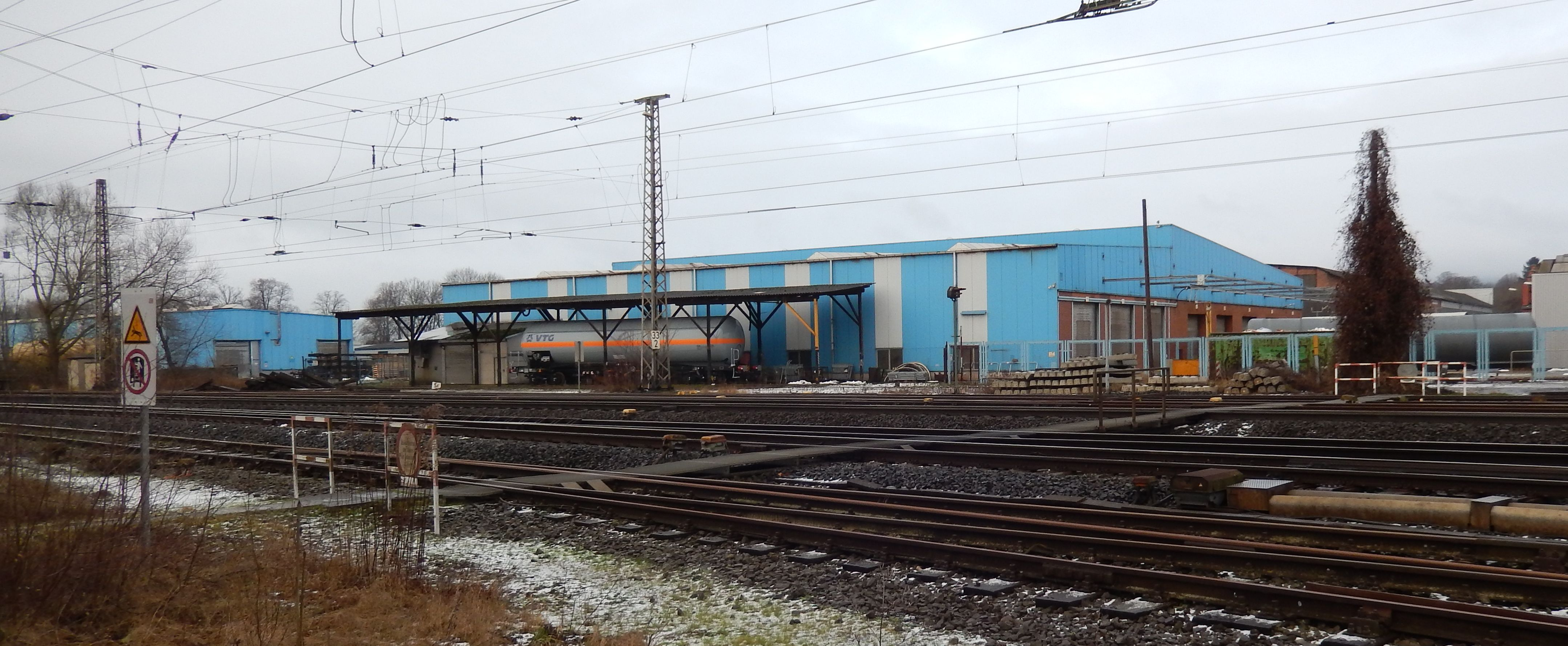
Fertigungshallen der Waggonbau Graaff

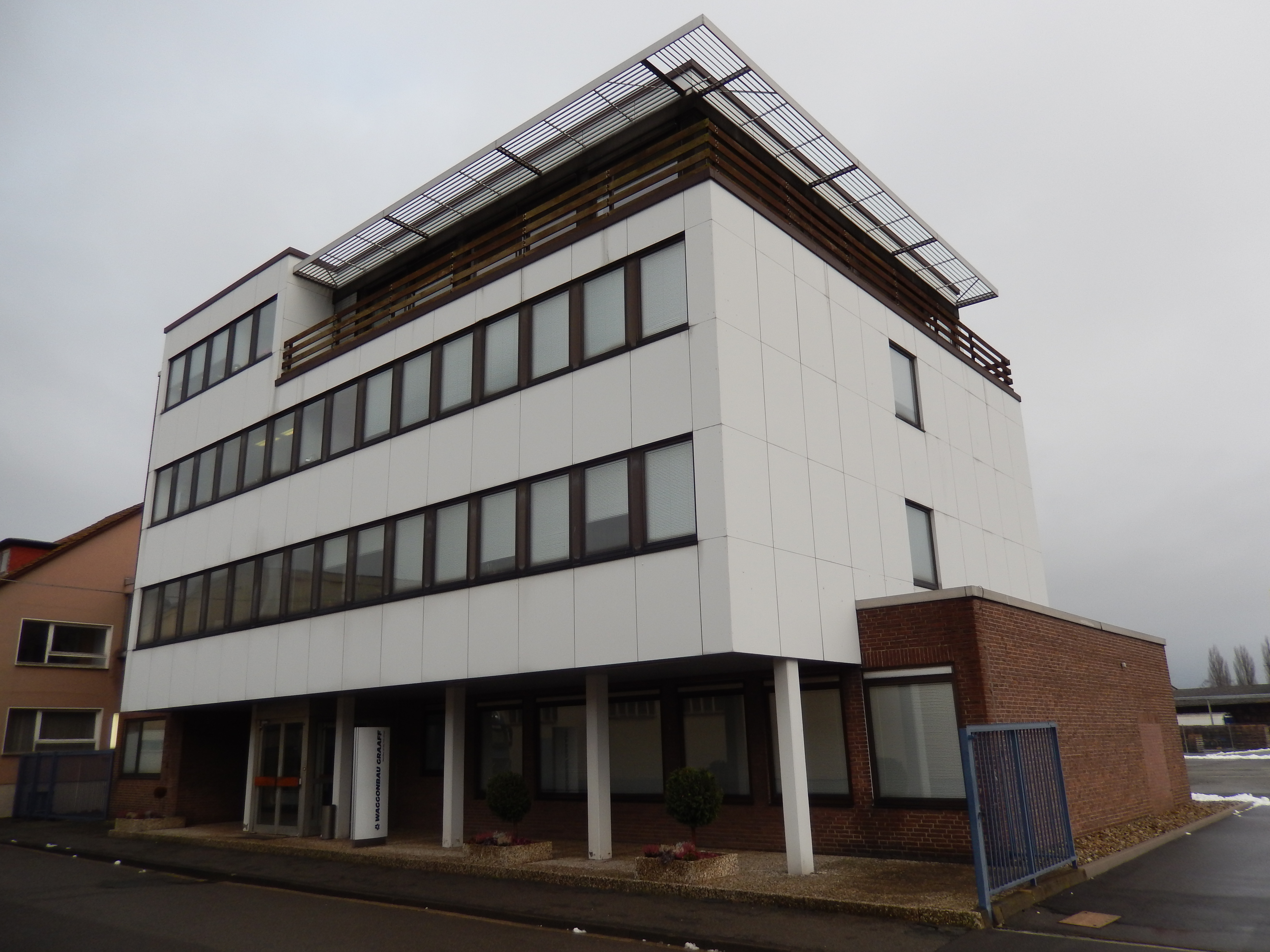
Verwaltungsgebäude der Waggonbau Graaff GmbH in Elze

2007 beschäftigte das Unternehmen 220 Mitarbeiter und erwirtschaftete einen Umsatz von 43 Millionen Euro.

### Zweite Insolvenz und Übernahme durch VTG
Am 5. März 2008 musste die Waggonbau Graaff GmbH aufgrund unerwartet aufgetretener Schwierigkeiten bei der Abwicklung eines Großauftrags mit der Railion AG und der angespannten Liquiditätslage beim Amtsgericht Hildesheim Insolvenz anmelden. Im Juli 2008 erfolgte die Übernahme durch die Unternehmensgruppe VTG AG mit Sitz in Hamburg, 154 Mitarbeiter aus dem Werk in Elze wurden ebenfalls übernommen. Die Produktionskapazität des Werkes lag 2008 bei rund 300 Wagen pro Jahr.
2012 waren rund 172 Mitarbeiter in Elze beschäftigt; 2020 waren es 220, davon 154 gewerbliche Arbeitnehmer.